# KNVB beker 1987-1988
La Coppa d'Olanda 1987-1988 fu la 70ª edizione del trofeo nazionale dei Paesi Bassi

## Primo Turno
Giocate tr ail 7 e il 13 ottobre 1987.
| Squadra 1        | Risultato   | Squadra 2        |
| ---------------- | ----------- | ---------------- |
| VV Rheden        | 0 - 3       | Roda JC          |
| ROHDA Raalte     | 1 - 2       | Cambuur          |
| Rijnsburgse Boys | 1 - 7       | Fortuna Sittard  |
| Genemuiden       | 0 - 1       | RBC Roosendaal   |
| Heracles Almelo  | 2 - 0       | Heerenveen       |
| VV Serooskerke   | 2 - 3       | N.E.C.           |
| Spakenburg       | 0 - 1 (dts) | MVV              |
| Telstar          | 0 - 2       | Volendam         |
| TOP Oss          | 3 - 0       | Utrecht          |
| De Treffers      | 0 - 6       | PSV              |
| De Valleivogels  | 1 - 5       | Den Haag         |
| SV Venray        | 3 - 0       | Vitesse          |
| VVOG             | 1 - 2       | Eindhoven        |
| Wageningen       | 3 - 1       | NAC Breda        |
| Wilhelmina '08   | 1 - 5       | Den Bosch        |
| IJsselmeervogels | 0 - 5       | Willem II        |
| DWV              | 1 - 0       | AZ Alkmaar       |
| VV Germania      | 1 - 2       | Haarlem          |
| Achilles '29     | 1 - 4       | PEC Zwolle       |
| ACV              | 1 - 3       | De Graafschap    |
| Jong Ajax        | 2 - 1       | Sparta Rotterdam |
| DOS Kampen       | 2 - 1       | Go Ahead Eagles  |
| DOVO             | 0 - 7       | Twente           |
| Drachtster Boys  | 0 - 7       | DS '79           |
| HFC EDO          | 1 - 4       | VVV-Venlo        |
| Emmen            | 1 - 3       | Feyenoord        |
| VV Geldrop/AEK   | 0 - 1       | Veendam          |
| VV Heerjansdam   | 0 - 2       | Groningen        |
| Helmond Sport    | 0 - 1       | Excelsior        |
| NSVV             | 1 - 2       | RKC Waalwijk     |
| Quick Boys       | 0 - 7       | Ajax             |
| RCH              | 2 - 4       | SVV              |

## Secondo Turno
Giocati il 14 e 15 novembre 1987.
| Squadra 1      | Risultato       | Squadra 2       |
| -------------- | --------------- | --------------- |
| RKC Waalwijk   | 2 - 1           | Veendam         |
| Roda JC        | 2 - 0           | Eindhoven       |
| SVV            | 4 - 3           | De Graafschap   |
| SV Venray      | 0 - 1 (dts)     | DS '79          |
| VVV-Venlo      | 2 - 2 (4-3 dcr) | Haarlem         |
| Wageningen     | 3 - 3 (2-3 dcr) | Volendam        |
| Willem II      | 4 - 2 (dts)     | Twente          |
| TOP Oss        | 0 - 2           | Feyenoord       |
| Jong Ajax      | 3 - 1           | Groningen       |
| DOS Kampen     | 1 - 3           | N.E.C.          |
| DWV            | 0 - 3           | Fortuna Sittard |
| Excelsior      | 5 - 0           | Heracles Almelo |
| Den Bosch      | 1 - 0           | Ajax            |
| Den Haag       | 2 - 0           | PEC Zwolle      |
| MVV            | 1 - 3           | PSV             |
| RBC Roosendaal | 2 - 1 (dts)     | Cambuur         |

## Ottavi
Giocati il 10, 12, 14 febbraio e il 30 marzo 1988.
| Squadra 1 | Risultato   | Squadra 2       |
| --------- | ----------- | --------------- |
| Roda JC   | 2 - 0       | Fortuna Sittard |
| Excelsior | 0 - 6       | RKC Waalwijk    |
| SVV       | 1 - 2 (dts) | RBC Roosendaal  |
| Den Haag  | 0 - 4       | Feyenoord       |
| Volendam  | 2 - 3       | Jong Ajax       |
| Den Bosch | 0 - 1 (dts) | PSV             |
| N.E.C.    | 0 - 2       | Willem II       |
| VVV-Venlo | 2 - 0       | DS '79          |

## Quarti
Giocati il 13 aprile 1988.
| Squadra 1    | Risultato   | Squadra 2      |
| ------------ | ----------- | -------------- |
| PSV          | 2 - 0       | RBC Roosendaal |
| RKC Waalwijk | 2 - 1       | Jong Ajax      |
| VVV-Venlo    | 2 - 1       | Feyenoord      |
| Willem II    | 1 - 3 (dts) | Roda JC        |

## Semifinali
Giocati il 26 aprile 1988.
| Squadra 1    | Risultato   | Squadra 2 |
| ------------ | ----------- | --------- |
| RKC Waalwijk | 2 - 3       | PSV       |
| Roda JC      | 3 - 1 (dts) | VVV-Venlo |

## Finale
| Squadra 1 | Risultato   | Squadra 2 |
| --------- | ----------- | --------- |
| PSV       | 3 - 2 (dts) | Roda JC   |

| Arbitro: | Cor Verhoef |

|                                 |           |                             |
| Gerets 52’ Gerets 85’ Lerby 92’ | Marcatori | 22’ H. Smeets 64’ R. Smeets |